# Tales of Eternia
Tales of Eternia (jap. テイルズ オブ エターニア, Teiruzu obu Etānia) ist ein Computer-Rollenspiel von Namco aus dem Jahr 2000. Das Spiel ist, wie auch Tales of Phantasia und Tales of Symphonia, ein Spiel von Namcos Tales-of-Reihe. Insgesamt sind zwei Versionen erschienen – die PlayStation-Version und die PlayStation-Portable-Version, welche allerdings ein einfacher Port ohne Änderungen der ersten Version ist.

## Handlung
An einem normalen Tag, an dem der Held der Geschichte, Reid, mit seiner besten Freundin Farah von einem Aussichtsturm aus in den Himmel blickt, fällt plötzlich wie aus dem Nichts etwas aus dem Himmel. An der Absturzstelle finden die beiden ein mysteriöses Mädchen, Meredy, welches offensichtlich nicht dieselbe Sprache wie unsere beiden Helden spricht. Also versuchen sie, jemanden zu finden, der das, was Meredy sagt, übersetzen kann. Nach einer Weile erfahren Reid und die Anderen, dass sich ein zweiter Planet ihrem eigenen nähert und die beiden Planeten drohen, zu kollidieren. Nun wollen Reid, Farah, Meredy und Keele die Zerstörung der Welt verhindern.

## Charaktere
Reid Hershel
Der 18-jährige Reid ist der Hauptcharakter von Tales of Eternia. Er nimmt die Reise zur Rettung der Welt nicht ernst und will nur so schnell wie möglich wieder ein normales Leben führen. Meistens denkt er nur ans Schlafen und Essen.
Farah Oersted
Obwohl die 17-jährige Farah eine junge Frau ist, ist sie eine talentierte Kämpferin. Zwar wirkt sie meist sehr ernst, aber eigentlich ist sie nett und verständnisvoll. Sie ist fest davon überzeugt, die Welt zu retten und hält immer zu Meredy. Farah hat eine Schwäche für Reid, allerdings scheint dieser das nicht zu bemerken.
Meredy
Meredy stammt aus Celestia und spricht daher nur eine Sprache, die Reid, Farah und Keele nicht verstehen. Durch einen besonderen Ohrring ist es jedoch möglich, ihre Sprache zu verstehen. Das gelingt aber nur, wenn man ein gewisses Vertrauen zu Meredy hat. Obwohl sie schon 16 Jahre alt ist, ist sie sehr kindlich und verspielt, jedoch ist sie eine mächtige Beschwörerin.
Keele Zeibel
Keele ist zwar erst 17 Jahre alt, ist aber sehr gebildet, da er an einer berühmten Universität war. Die meiste Zeit verbringt er damit, Dinge zu erforschen und zu lernen. Keele und Reid streiten sich oft, sind aber dennoch gute Freunde. Er scheint im späteren Teil des Spiels etwas für Meredy zu empfinden.

## Produktion und Veröffentlichung
Tales of Eternia wurde von Telenet Japan und Wolfteam entwickelt, das Charakterdesign entwarf Mutsumi Inomata. Die Musik des Spiels komponierten Motoi Sakuraba und Shinji Tamura.
Das Spiel wurde am 30. November 2000 von Namco in Japan veröffentlicht. In Amerika erschien es am 10. September 2001 unter dem Namen Tales of Destiny II. Die PlayStation-Portable-Version erschien  am 3. März 2005 in Japan und wurde am 10. Februar 2006 von Ubisoft auch in Europa veröffentlicht.

## Adaptionen

### Anime
Das Spiel wurde unter dem Titel Tales of Eternia: The Animation als Anime-Fernsehserie adaptiert. Die 13-teilige Serie behandelt einen in die Handlung des Spiels eingeschobenen Erzählstrang. Der Anime wurde von Xebec und Production I.G produziert, Regie führte Shigeru Ueda. Die Charaktere entwarf Meiju Maeda und künstlerischer Leiter war Hachidai Takayama.
Die Serie wurde vom 8. Januar 2001 bis zum 26. März 2001 im japanischen Fernsehen ausgestrahlt. Es folgten Übersetzungen ins Englische und Chinesische.

#### Synchronsprecher
| Rolle         | Japanischer Sprecher (Seiyū) |
| ------------- | ---------------------------- |
| Reid Hershel  | Akira Ishida                 |
| Meredy        | Omi Minami                   |
| Keel Zeibel   | Sōichiro Hoshi               |
| Farah Oersted | Yuko Minaguchi               |

#### Musik
Die Musik der Serie wurde komponiert von Takanori Arisawa. Der Vorspanntitel ist Sora ni Kakeru Hashi, für den Abspann verwendete man I'd Love You to Touch Me, beide von Masami Okui.

### Manga
Eine Manga-Adaption des Spiels von Yoko Koike erschien ab Januar 2002 bei Square Enix. Die Reihe erreichte neun Bände.

### Romane
Zum Spiel erschien eine Vielzahl an Romanen: Tales of Eternia: Toki no Kizahoshi (テイルズ オブ エターニア 永遠のきざはし) in drei Bänden, Tales of Eternia: Sōten no Hoshi (テイルズ オブ エターニア 蒼天の星) in zwei Bänden, Tales of Eternia: Akatsuki no Yakusoku (テイルズ オブ エターニア 暁の約束) in zwei Bänden, Tales of Eternia: Reid no Tokage (テイルズ オブ エターニア リッドのとかげ), Tales of Eternia: Keel no Yume (テイルズ オブ エターニア キールの希望) und Tales of Eternia Gaiden: Saint Elmo no Hi (テイルズ オブ エターニア 外伝 聖エルモの灯).

## Rezeption
Laut der deutschen Zeitschrift MangasZene kommt trotz vielfacher Verwendung von Klischees des Genres keine Langeweile auf. Das Spiel biete viel Charme, sympathische Charaktere und eine tempo- und abwechslungsreiche Handlung.
Den Anime bewertet die MangasZene als gelungenen Side-Quest des Spiels, der zwar nicht an große Fantasy-Serien wie Record of Lodoss War heranreiche, aber durchaus unterhalten könne und Lust auf das Spiel mache.